# Come il Jazz
Come il Jazz è un singolo della cantautrice italiana Annalisa Minetti e del cantante e disc jockey italiano Danny Losito pubblicato il 20 giugno 2025.

## Descrizione
Narra di una storia d'amore intensa e appassionata in cui una notte il protagonista ammette di non conoscere totalmente l'altra. È un canto dedicato all'impulso di lasciarsi andare.

## Tracce
1. Come il Jazz (Danny Losito, Michele Fazio, Luca Meneghello, Annalisa Minetti)